# Macropsis reversalis
Macropsis reversalis är en insektsart som beskrevs av Henry Fairfield Osborn och Ball 1898. Macropsis reversalis ingår i släktet Macropsis och familjen dvärgstritar. Inga underarter finns listade i Catalogue of Life.